# Науливоу
Рату Науливоу Раматеникуту (Науливоу I) (? — 1832) — третий правитель (вунивалу) фиджийского государства Мбау, сын полулегендарного вождя Наулатикау. Старший брат вунивалу Таноа Висаваки, дядя первого короля Фиджи Такомбау.
Старший сын вунивалу Мбау Мбануве Мбалеиваваланги, после его смерти Науливоу взошёл на трон, став новым правителем Мбау. Науливоу придерживался захватнической политики, стремясь подчинить себе весь Фиджийский архипелаг.
В начале XIX века, благодаря помощи шведского моряка и авантюриста Карла Свенссона и его сообщников, Науливоу и его брат и будущий преемник Таноа Висавака получили огнестрельное оружие, что помогло им в распространении власти Мбау на территории западных островов архипелага. В общей сложности, за период правления Навулиоу под контроль Мбау перешли такие территории, как острова Ломаивичи, северные острова Лау, часть островов Вити-Леву. В свою очередь, острова Вива и центральная и южная части архипелага Лау были принуждены к выплате дани вождям Мбау.
Науливоу Раматеникуту погиб в 1832 году во время боёв со сторонниками Роко Туи Бау в разгар ожесточённой борьбы за власть среди фиджийских государств. Преемником погибшего вунивалу стал его младший брат Таноа Висаванга.